# Werner Schnitzer
Werner Robert Schnitzer (* 9. Januar 1942 in Donauwörth) ist ein deutscher Schauspieler.

## Leben
Seine Ausbildung absolvierte Werner Robert Schnitzer an der Schauspielschule in München bei Ellen Mahlke. Theater-Engagements hatte er unter anderem im Residenztheater in München, dem Schauspielhaus in Köln, dem Stadttheater Bern und im Düsseldorfer Schauspielhaus.
Daneben war er auch in diversen Krimiserien wie zum Beispiel Der Kommissar oder Derrick zu sehen. Von 1998 bis 2008 spielte er in der ZDF-Krimiserie Siska – als einziger aus dem Ermittlerteam in allen 91 Folgen – den Kriminalhauptkommissar Jacob Hahne.

## Rollen

### Theater (Auswahl)
- 1965 „Die Stühle“
- 1969 „Wallenstein“
- 1971 „Drei Schwestern“
- 1973 „Die Kassette“
- 1984 „Peer Gynt“

### Film und Fernsehen (Auswahl)
- 1975: Tatort – Das zweite Geständnis
- 1975: Derrick (Fernsehserie), Folge 13 – Kamillas junger Freund
- 1975: Der Kommissar (Fernsehserie), Der Mord an Doktor Winter
- 1978: Der Alte (Fernsehserie) – Erkältung im Sommer
- 1980: Der Alte (Fernsehserie) Folge 37 – Morddrohung
- 1982: Die weiße Rose, Regie: M. Verhoeven
- 1985: Hochzeit (Fernsehfilm), Regie: Kurt Wilhelm
- 1986: Der Alte, Folge 100 – Zwei Leben
- 1986: Der Alte, Folge 107 – Killer gesucht
- 1988: Herbstmilch, Regie: J. Vilsmaier
- 1989: Derrick, Folge 181 – Diebachs Frau
- 1992: Ein Fall für zwei (Fernsehserie)
- 1993: Der Komödienstadel – Der siebte Bua
- 1993: Der Komödienstadel – Die Kartenlegerin
- 1993: Eine unheilige Ehe, Regie: M. Verhoeven
- 1994: Lutz & Hardy (Fernsehserie), eine Folge
- 1994: Alle meine Töchter (Fernsehserie), eine Folge
- 1994: Derrick, Folge 231 – Das Thema
- 1996: Alle haben geschwiegen
- 1996: Der Alte – Folge 217: Nachtmorde
- 1996: Der Alte, Folge 222: Der Tod schreibt das Ende
- 1996: Der Bulle von Tölz: Tod am Altar
- 1997: Derrick, Folge 277 – Die Tochter des Mörders
- 1998: Der Alte – Folge 235: Rivalen
- 1998: Der Alte – Folge 236 Tod eines Dealers
- 1998: Derrick, Folge 280 – Mama Kaputtke
- 1998: Der Bulle von Tölz: Berg der Begierden
- 1999: Zwei Brüder (Fernsehserie), eine Folge
- 1999: Dr. Stefan Frank – Der Arzt, dem die Frauen vertrauen – Stellenweise Glatteis
- 1998–2008: Siska (Fernsehserie), als Jacob Hahne
- 2009: Die Rosenheim-Cops (Fernsehserie) – Tod im Milchsee